# Амбуаз, Жорж II
Жорж II Амбуаз (фр. Georges II d'Amboise; 1488—25 августа 1550, Виньи) — французский католический епископ и кардинал.

## Биография
Представитель рода Амбуаз. Родился в королевской Франции в 1488. Был одним из 16 детей Жана IV Амбуаза, сеньора де Бюсси, губернатора Нормандии и Кэтрин де Сент-Белин. В 1497—1512 годах его отец был ординарием епархии Лангра.
Племянник кардинала и министра Людовика XII Французского Жоржа Амбуаз (1460—1510).
В 1509 году был назначен архидиаконом собора г. Руана. Позже — его казначеем.

8 августа 1511 года Жорж II Амбуаз был избран архиепископом Руана и стал преемником своего дяди Жоржа Амбуаз. Утвержден в сане в декабре 1513, получил мантию 9 марта 1514 года. Служил архиепископом Руана до смерти в 1550 году.
Обладая значительными богатствами, в 1521 году отказался платить королю налог в сумме 27 000 экю, в связи с чем Франциск I приказал арестовать его. Жорж II Амбуаз был освобожден из заключения только через несколько месяцев после вмешательства папы римского.
В 1523 году, чтобы избежать ареста всего имущества церкви своей епархии, вынужден был оплатить налоги. В 1542 году король вновь заставил его внести в казну в виде налогов 100 000 экю.
Папа римский Павел III сделал его кардиналом-священником 16 декабря 1545 года. Из-за болезни он не ездил в Рим, чтобы получить кардинальскую шапку, в связи с чем она была отправлена ему 15 марта 1546.
Участвовал в папском конклаве 1549—1550 года, избравшем папу Юлия III.
Перед смертью некоторое время служил губернатором Нейстрии, области на западе Лангобардии.
Умер в замке Виньи, рядом с Парижем 25 августа 1550 года. Похоронен в Руанском соборе.